# FC Bruno’s Magpies
FC Bruno's Magpies is een Gibraltarese voetbalclub, opgericht in 2013 door een groep vrienden die wat zaten te drinken in Bruno's Bar & Restaurant. In de eerste twee seizoenen handhaafde de club zich in de middenmoot van de Division 2 (Gibraltar). Mick Embleton werd benoemd als eerste manager van het team.

## Oprichting
FC Bruno’s Magpies werd in 2013 opgericht door de 18-jarige Brit Louis Perry. Perry was pas van Zuid-Engeland naar Gibraltar verhuisd. En wilde voort blijven voetballen. “De competitie was toen een veredelde cafécompetitie”, aldus Perry. “Pas toen Gibraltar in 2013 tot UEFA toetrad, werd het een beetje serieuzer.” 
Nadat een lokale club hem na een testperiode had afgewezen, nam Perry het heft in eigen handen. Hij besloot een eigen team op te richten en zocht informatie bij de voetbalbond van Gibraltar. Daar vertelden ze hem dat hij 500 pond (zo’n 600 euro) nodig had om een eerste ploeg in te schrijven in de plaatselijke competitie en nog eens 500 voor een reserveploeg. Voor sponsoring ging hij langs bij zijn grootmoeder, de eigenares van..Bruno’s Bar.
“Vervolgens zocht ik contact met mijn goeie vriend Mick Embleton, die afkomstig is uit Newcastle”, aldus Perry in de Engelse media. “Ik had een volwassene nodig met coachingscapaciteiten. Coach Mick stemde toe op twee voorwaarden: dat we de club de Magpies zouden noemen, zoals zijn ploeg Newcastle United, en dat we in zwart-wit gestreepte shirts zouden spelen.” De club werd FC Bruno’s Magpies genoemd.
Aanvankelijk ronselde Perry gewoon spelers in het café van zijn grootmoeder, hoofdzakelijk expats, personen die voor hun werk naar Gibraltar waren verhuisd. “We spraken iedereen die er een beetje fit uitzag aan of ze niet voor ons zouden willen spelen. Na tests op het strand rekruteerden ze spelers puur op het oog.”
Via zijn contacten in de vastgoedsector bouwde Perry zijn clubje verder uit. Met het prijzengeld uit de competities kon hij betere spelers aantrekken. Zijn ‘FCB’ werd een profclub.

## In Europa
#Q = #kwalificatieronde, T/U = Thuis/Uit, W = Wedstrijd, PUC = punten UEFA coëfficiënten.
Uitslagen vanuit gezichtspunt FC Bruno's Magpies
| Seizoen | Competitie        | Ronde | Land                   | Club                | Totaalscore | 1e W    | 2e W       | PUC |
| ------- | ----------------- | ----- | ---------------------- | ------------------- | ----------- | ------- | ---------- | --- |
| 2022/23 | Conference League | 1Q    | Vlag van Noord-Ierland | Crusaders FC        | 3-4         | 2-1 (T) | 1-3 (U)    | 1.0 |
| 2023/24 | Conference League | 1Q    | Vlag van Ierland       | Dundalk FC          | 1-3         | 0-0 (T) | 1-3 (U)    | 0.5 |
| 2024/25 | Conference League | 1Q    | Vlag van Ierland       | Derry City FC       | 3-2         | 2-0 (T) | 1-2 nv (U) | 1.0 |
|         |                   | 2Q    | Vlag van Denemarken    | FC Kopenhagen       | 1-8         | 0-3 (T) | 1-5 (U)    | 1.0 |
| 2025/26 | Conference League | 1Q    | Vlag van Estland       | Paide Linnameeskond | 3-7         | 2-3 (T) | 1-4 (U)    | 0.0 |

Totaal aantal punten voor UEFA-coëfficiënten: 2.5
Zie ook
- Deelnemers UEFA-toernooien Gibraltar
- Ranglijst van alle clubs die in de diverse Europa Cups zijn uitgekomen

Bruno’s Magpies · 
College 1975 · 
Europa FC · 
Europa Point · 
Glacis United · 
St Joseph's FC · 
Lincoln Red Imps · 
Lions Gibraltar · 
Lynx FC · 
Manchester 62 · 
Mons Calpe